# Николаевская церковь (Городище)
Николаевская церковь — православный храм, памятник архитектуры и истории национального значения в Городище. В 2016 году храм был перенесён на территорию музея народной архитектуры и быта Украины.

## История
Постановлением Кабинета Министров УССР от 06.09.1979 № 442 «Про дополнение списка памятников градостроения и архитектуры Украинской ССР, которые находятся под охраной государства» («Про доповнення списку пам’яток містобудування і архітектури Української РСР, що перебувають під охороною держави») присвоен статус памятник архитектуры национального значения с охранным № 1781.
Постановлением Кабинета министров Украины от 10.10.2012 № 929 «Про занесение объектов культурного наследия национального значения в Государственный реестр недвижимых памятников Украины» («Про занесення об'єктів культурної спадщини національного значення до Державного реєстру нерухомих пам’яток України») присвоен статус памятник архитектуры и истории национального значения с охранным № 250047-Н. Тем самым объект исключается из Списка памятников архитектуры Украинской ССР, что находятся под охраной государства.

## Описание
Николаевская церковь является уникальным примером деревянной монументальной архитектуры северного Левобережья Украины. Одна из немногих сохранившихся, в которой новаторские конструктивные поиски совмещены с воплощением основоположного принципа высотного раскрытия пространства участка.
Сооружена в 1763 году. Изначально трёхдольная (трёхсрубная), трёхглавая. Состояла из квадратного бабинца (притвора), восьмигранного центрального участка и гранённого алтаря. Каждый сруб завершён двухзаломным верхом на восьмерике. Стены срубов наклонены к середине, благодаря этому создаётся так называемая «телескопическая перспектива», которая иллюзорно увеличивает высоту каждого участка. Внутреннее пространство внутри раскрыто вверх к зениту куполов, которые соединены между собой с помощью фигурных арок-вырезов. В Николаевской церкви использован редкий конструктивный способ связи трёх срубов, который предотвращал оседанию массивного среднего сруба. В 1888 году были достроены северный и южный рукава, к бабинцу — притвор с колокольней (не сохранилась), измена форма верхов (глав). В начале XX века вертикальную шалёвку заменили горизонтальной. Частично сохранилась роспись.
В 1960-х годов храм использовался как зернохранилище. Со временем храм пришёл в упадок.
Про храм украинским телеканалом «Глас» был снять документальный фильм, который детально показывал его внешнее и внутреннее состояние.
Была создана государственная программа «Деревянные храмы Украины», направленная на спасение образцов деревянной монументальной архитектуры. Исходя из критического состояния, в 2016 году храм был перенесён на территорию музея народной архитектуры и быта Украины. В период 2016—2018 годы уже на новом месте реставрирована по проекту Сергея Юрченко. В ходе реставрации храм был разобран и собран вновь, удалось сохранить почти все исконные брусья срубов, скаты покрыты оцинкованным железом, был пристроен прямоугольный в плане объём. 1 октября 2020 года храм был освящён митрополитом Киевским и всея Украины Епифанием.